# Erythrodiplax andagoya
Erythrodiplax andagoya ist eine Libellenart aus der Unterfamilie Sympetrinae. Sie kommt im an der Pazifikküste Kolumbiens und des nördlichen Ecuadors vor. Der Name „andagoya“ verweist auf den Fangort des Holotypus Andagoya in Kolumbien. Erstmals beschrieben wurde die Art 1942 durch Borror.

## Merkmale
Das bei ausgewachsenen Exemplaren schlanke, bläulich schimmernd schwarze Abdomen von E. andagoya erreicht eine Länge zwischen 19 und 22 Millimetern bei den Männchen und 17 bis 20,5 Millimetern bei den Weibchen. Bei Jungtieren sind die Segmente eins und zwei gelblich braun. Drei bis acht sind bräunlich schwarz mit einer gelblichen Zeichnung auf jedem Segment. Die Segmente neun bis zehn sind schwarz. Die Hinterleibsanhänge verfärben sich ebenso im Laufe der Entwicklung von gelb nach schwarz. Der Thorax ist schwarz mit bläulichem Schimmer. Bei Jungtieren ist der Thorax seitlich gelb und färbt sich zunächst rötlich braun, bevor er schwarz wird. Die Hinterflügel erreichen Längen zwischen 21,5 und 24,5 Millimetern bei den Männchen und 20 bis 24,5 bei den Weibchen. Die Flügel sind durchsichtig, beziehungsweise an den Flügelspitzen der Weibchen teilweise minimal braun getönt. Am Ansatz beider Flügelpaare befindet sich ein dunkelbrauner bis gelblicher Fleck. Bei den älteren Tieren färbt sich die Aderung im Fleck weiß.

## Ähnliche Arten
Besonders ähnlich ist die Art Erythrodiplax basalis, von der Erythrodiplax andagoya sie auf Grund des fehlenden gelben Punktes auf der Stirn (Frons) unterschieden werden kann. Schwieriger wird eine Unterscheidung der Art von Erythrodiplax kimminsi, da diese nur über den Bau der Genitalien erfolgen kann.

## Weblink
- Erythrodiplax andagoya in der Roten Liste gefährdeter Arten der IUCN 2013.2. Eingestellt von: von Ellenrieder, N., 2007. Abgerufen am 19. Februar  2014.